# Denis Berken
Denis Berken (* 23. Oktober 1983 in Münster als Denis Schirmeisen) ist ein deutscher Volleyball- und Beachvolleyballspieler.

## Sportliche Karriere Halle
Berken spielte in seiner Jugend von 1996 bis 2000 Hallenvolleyball beim SCU Lüdinghausen. Nach einer Saison beim Regionalligisten VC Marl war er 2001/02 beim Zweitligisten USC Münster aktiv. Anschließend wechselte Berken zum Ligakonkurrenten CarGo! Bottrop, wo er fünf Jahre lang spielte. Nach zwei Jahren in der Regionalliga West beim SV Bayer Leverkusen 2, in denen er zweimal Meister wurde, ging er zurück ins Münsterland zum ASV Senden, dessen Team 2011 zum USC Münster wechselte und sich 2012 für die 3. Liga West qualifizierte. Ein Jahr später ging er zum Ligakonkurrenten TV Hörde, kehrte allerdings nach einer Saison wieder zurück zum USC.

## Sportliche Karriere Beach
Berken spielt seit 2000 auf nationaler Ebene Beachvolleyball. Seine Standardpartner waren Marten Weßel, Mathias Sockel, Alexander Walkenhorst, Jan Romund und Jan Terhoeven. Berken nahm viermal an den Deutschen Meisterschaften in Timmendorf teil, 2007 und 2008 mit Alexander Walkenhorst (Plätze sieben und vier) sowie 2011 und 2012 mit Jan Romund (Plätze sieben und neun).